# Fina Torres
Pour les articles homonymes, voir Fina et Torres.
Josefina Torres Benedetti dite Fina Torres est une productrice, scénariste et réalisatrice vénézuélienne, née à Caracas le 9 octobre 1951.

## Biographie
Après des études de design et de journalisme, Fina Torres se fixe à Paris où elle étudie à l'IDHEC et obtient son diplôme. Son premier long-métrage, Oriane, adapté d'un récit de la colombienne Marvel Moreno obtient la Caméra d'or au Festival de Cannes en 1985. Elle tourne en France Mécaniques célestes, sorti en 1995, puis aux États-Unis Woman on Top, avec Penélope Cruz, sorti en 1999. Elle a depuis réalisé plusieurs films dans son pays natal, et donne des cours de mise en scène et d'écriture de scénario.

## Filmographie
| année | titre                        | monteuse | scénariste | réalisatrice | productrice  | notes           |
| ----- | ---------------------------- | -------- | ---------- | ------------ | ------------ | --------------- |
| 1982  | Room Service                 | Oui      |            |              |              | long métrage    |
| 1985  | Oriane                       |          | Oui        | Oui          | Oui          | long métrage    |
| 1991  | Luna llena                   |          |            |              | Oui          | long métrage    |
| 1993  | Le Tailleur autrichien       |          | Oui        |              |              | court métrage   |
| 1995  | Mécaniques célestes          |          | Oui        | Oui          | Oui          | long métrage    |
| 2000  | Amour, Piments et Bossa nova |          |            | Oui          | prod. délég. | long métrage    |
| 2005  | Esperanza                    |          |            | Oui          |              | téléfilm        |
| 2008  | The Leap Years               |          | Oui        |              |              | long métrage    |
| 2010  | Habana Eva (es)              |          | Oui        | Oui          | Oui          | long métrage    |
| 2011  | From Prada to Nada           |          | Oui        |              |              | long métrage    |
| 2011  | Contracorriente la serie     |          | 2 épisodes |              |              | série télévisée |
| 2014  | Liz en Septiembre            |          | Oui        | Oui          | Oui          | long métrage    |

## Clip vidéo
- 1986 : Nuit magique de Catherine Lara[1]